# 聖塔倫

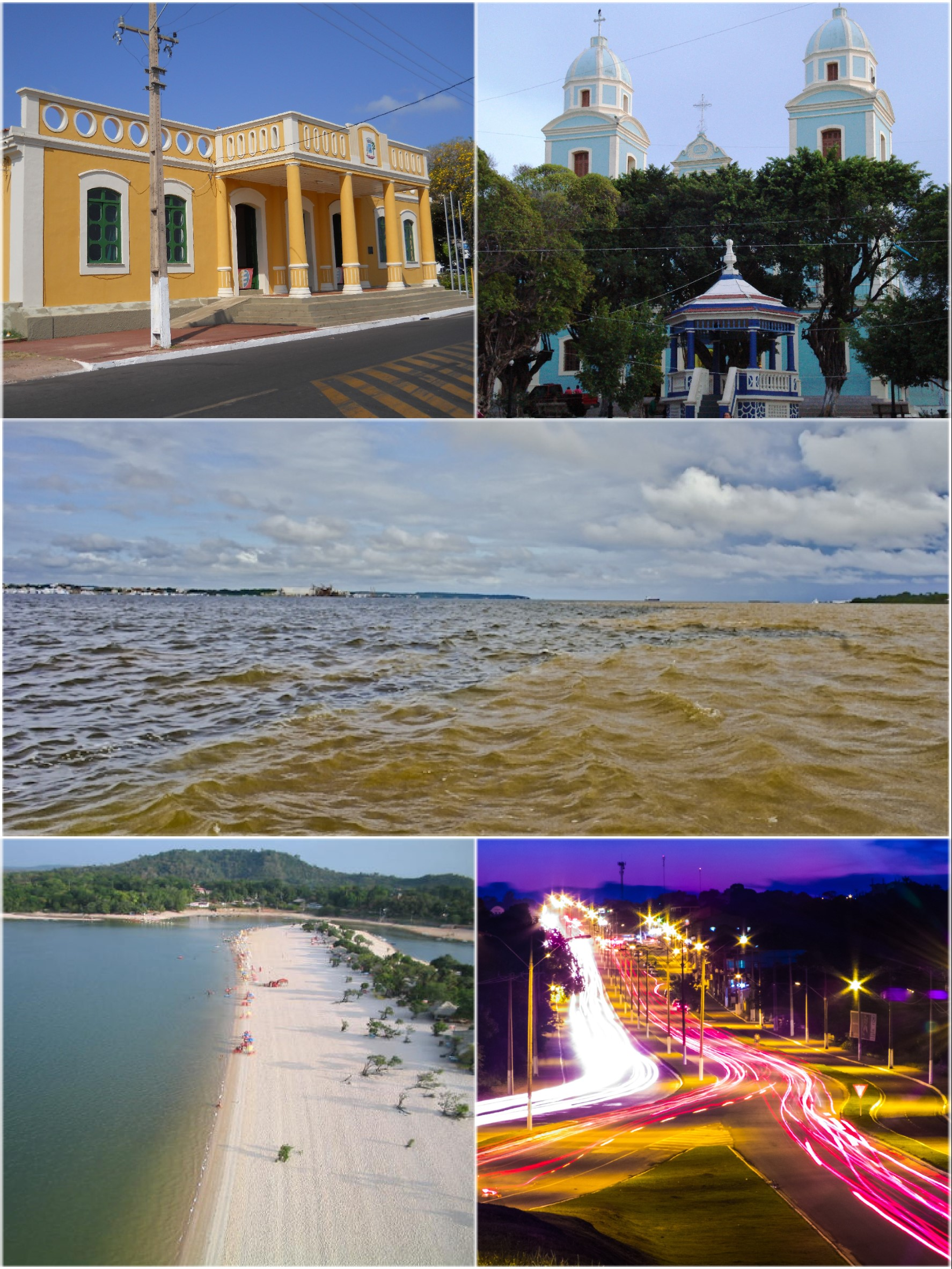
聖塔倫

聖塔倫（葡萄牙語：Santarém，葡萄牙語發音：[sɐ̃taˈɾẽj]）是巴西的城市，位於該國北部，由帕拉州負責管轄，始於1661年6月22日，面積22,887.08平方公里，海拔高度51米，受赤道氣候影響，每年平均降雨量2,147毫米，2009年人口276,665。

## 外部連結
- Santarém WebSite （页面存档备份，存于）